# Spirit (Jewel)
Spirit is het tweede album van de Amerikaanse singer-songwriter Jewel. De cd kwam uit in 1998.
Wereldwijd was Spirit minder succesvol dan Jewels debuutalbum Pieces of You. In de Verenigde Staten werden desondanks 4,5 miljoen exemplaren van Spirit verkocht. In Nederland stond het album 41 weken in de Album Top 100, met de 16de plaats als hoogste positie.
Van het album verschenen enkele singles: Hands, Down So Long, Jupiter (Swallow The Moon), What's Simple Is True en Life Uncommon. Op de verborgen extra track This Little Bird zingt Jewel met haar moeder. In 1999 verscheen een limited edition van het album met een live bonus-disc.

## Tracklist
1. "Deep Water" 4:16
2. "What's Simple Is True" 3:34
3. "Hands" 3:54
4. "Kiss The Flame" 3:17
5. "Down So Long" 4:13
6. "Innocence Maintained" 4:08
7. "Jupiter (Swallow The Moon)" 4:18
8. "Fat Boy" 2:54
9. "Enter From The East" 4:02
10. "Barcelona" 3:53
11. "Life Uncommon" 4:56
12. "Do You" 4:21
13. "Absence Of Fear / This Little Bird" 7:25

Bonustrack op sommige versies:
1. "Who Will Save Your Soul (Live)"